# Агирре, Николас
Николас Диего Агирре (исп. Nicolás Diego Aguirre; род. 27 июня 1990, Чабас, Санта-Фе) — аргентинский футболист, играющий на позиции полузащитника.

## Биография
Николас Агирре начинал свою профессиональную карьеру игрока в аргентинском клубе «Арсенал» из Саранди. 9 ноября 2008 года он дебютировал в аргентинской Примере, выйдя на замену во втором тайме домашнего матча против «Боки Хуниорс». 29 марта 2010 года Агирре забил свой первый гол на высшем уровне, оказавшийся единственным и победным в домашнем поединке с «Сан-Лоренсо». Сезон 2010/11 он провёл в клубе Примеры B Насьональ «Атлетико Рафаэла»
В составе «Арсенала» Николас Агирре выигрывал чемпионат и Суперкубок Аргентины в 2012 году и Кубок Аргентины в 2013 году. В феврале 2015 года он перешёл в «Ланус», в составе которого стал в сезоне 2016 чемпионом Аргентины, являясь игроком основного состава.

## Достижения
- Чемпион Аргентины (2): Кл. 2012, 2016
- Обладатель Кубка Аргентины (1): 2012/13
- Обладатель Суперкубка Аргентины (1): 2012
- Финалист Кубка Либертадорес (1): 2017